# Hubert Dua Twum-Barima
Hubert Dua Twum-Barima es un militar, diplomático y hombre de negocios ghanés retirado.
- De 1950 a 1955 fue escritor.
- Ingresó en el Ejército de Ghana
- De enero a julio de 1960 fue comandante de un pelotón.
- De febrero a noviembre de 1961 fue comandante de una compañía.
- De 1961 a 1962 fue ayudante militar.
- De 1962 a 1963 fue Intendente General.
- De 1963 a 1964 fue Sargento Mayor.
- De 1966 a 1967 fue oficial de estado mayor.
- De 1967 a 1969 fue presidente, Administración Regional (Chairman of the Brong/Ahafo Regional Committee of Adminis tra tion) y comandante de batallón.
- De 1969 a 1971 fue Brigadier.
- De 1971 a 1972 fue comandante del ejército.
- De 1972 a 1976 fue embajador en Kinsasa (Zaire) con coacreditación en Brazzaville (República del Congo), Yamena (Chad), Bangui (República Centroafricana), Libreville (Gabón), Kigali (Ruanda), Buyumbura (Burundi), y Antananarivo (Madagascar),.

- De 1976 a 1979 fue Alto Comisionado en Lagos (Nigeria) con comisión en Yaundé Camerún y acreditado como embajador en Guinea Ecuatorial.
- A partir de septiembre de 1979 fue director de marketing regional de Control Data Worldtech.[1]

## Honores ghaneses
- 1957 Medalla de la Independencia
- 1960 Medalla de la República

## Honores internacionales
- 1961 Congo Medalla ONU